# 旭塚古墳
旭塚古墳（あさひづかこふん）は、兵庫県芦屋市山芦屋町にある古墳。

## 概要
芦屋市西部を流れる芦屋川右岸の鷹尾山（城山）の南麓斜面、標高77メートル前後、山芦屋古墳の東約100メートルのところに立地する。この古墳は飛鳥時代（7世紀中頃）に築造された。墳丘は多角形で周りには貼石がされている。埋葬施設は横穴式石室となっており、石室の大部分が六甲花崗岩で構築されている。芦屋川右岸、城山の山麓部から山腹急斜面にかけて分布する城山・三条古墳群中の一墳である。2007年（平成19年）に発掘調査が実施されている。

## 埋葬施設
埋葬施設は両袖式の横穴式石室で、南方に開口する。石室の規模は次の通り。
- 石室全長：9.8メートル
- 玄室：長さ4.1メートル、幅2.1メートル
- 羨道：長さ5.7メートル、幅1.6メートル
- 残存高：2.1メートル

## 主な出土品
- 土師器
- 須恵器
- 耳環